# 梅乔尔奇内

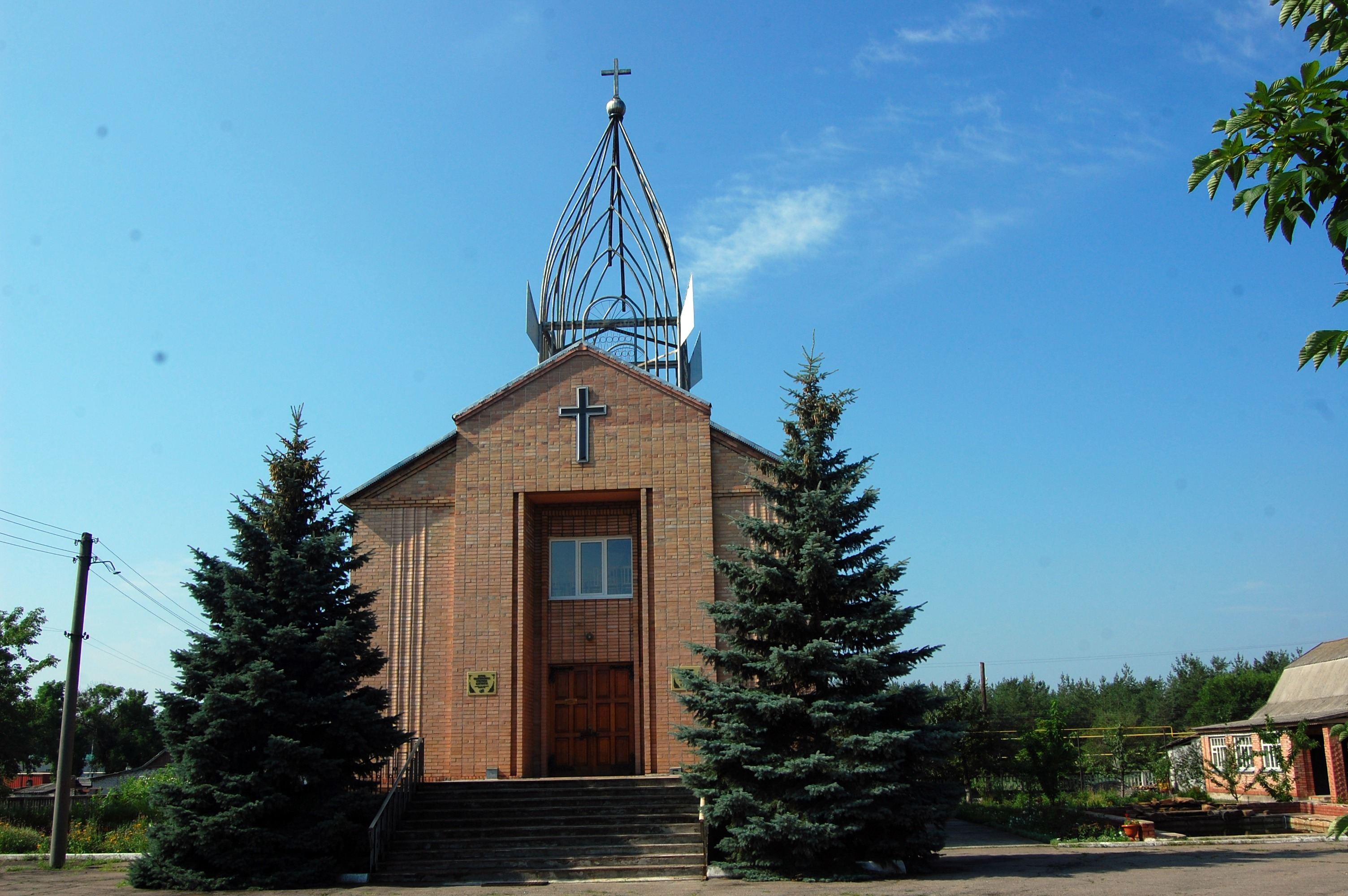
教堂

梅乔尔奇内（羅馬化：Metiolchyne），之前名为梅乔尔基涅（Метьолкіне），是位於烏克蘭東部的鎮，由盧甘斯克州北顿涅茨克区的北頓涅茨克市鎮負責管轄。該鎮處於北頓涅茨河畔，始建於1694年，面積0.16平方公里，2011年人口699，人口密度每平方公里4,369人。
2022年北頓涅茨克戰役期間被俄羅斯軍隊佔領。
2025年6月18日，乌克兰最高拉达将该镇名字改为符合乌克兰语书写标准的梅乔尔奇内（Метьолчине）。